# Dujardinascaris
Dujardinascaris, nach dem französischen Biologen Félix Dujardin, ist eine Gattung der Spulwürmer mit 32 Arten, die bei Krokodilen vorkommen.

## Merkmale
Der Ventriculus ist ohne Anhängsel. Im Gegensatz zur ebenfalls bei Krokodilen auftretenden Schwestergattung Hartwichia sind die drei Lippen weder durch Stränge (cordons) verlängert, noch gibt es zusätzliche Längsstränge auf der Kutikula. Zudem haben die Dujardinascaris-Arten Zwischenlippen (Interlabia).

## Systematik
Dujardinascaris wird nach Hodda in die Tribus Dujardinascaridini und hier in die Untertribus Dujardinascaridinii der Multicaecinae eingeordnet, nach anderer Auffassung gehören sie zu den Heterocheilinae. Zur Gattung gehören folgende Arten:
- Dujardinascaris angusae Sprent, McKeown & Cremin, 1998
- Dujardinascaris antipini Mosgovoy, 1950
- Dujardinascaris assymmetrica Ortlepp, 1932
- Dujardinascaris blairi Sprent, McKeown & Cremin, 1998
- Dujardinascaris cenotae (Pearse, 1936)
- Dujardinascaris chabaudi
- Dujardinascaris cybii Arya & Johnson, 1978
- Dujardinascaris harrisae Sprent, McKeown & Cremin, 1998
- Dujardinascaris helicina Molin, 1860
- Dujardinascaris helicina Baylis, 1927
- Dujardinascaris jello Akhtar & Bilqees, 2008
- Dujardinascaris karachiensis Bilqees, Shabbir & Haseeb, 2004
- Dujardinascaris longispicula Travassos, 1933
- Dujardinascaris magna Khan & Begum, 1971
- Dujardinascaris malapteruri Baylis, 1923
- Dujardinascaris mawsonae Sprent, 1977
- Dujardinascaris mujibi Akhtar & Bilqees, 2009
- Dujardinascaris paulista
- Dujardinascaris petterae Sprent, McKeown & Cremin, 1998
- Dujardinascaris philippinensis Machida, Araki, Regoniel, Pontillas & Kurata, 1992
- Dujardinascaris qadrii Zubairi & Farooq, 1976
- Dujardinascaris ritai Zaidi & Khan, 1975
- Dujardinascaris sciaena Bilqees, Shabbir & Haseeb, 2004
- Dujardinascaris sciaenae Bilqees & Rehana, 1977
- Dujardinascaris tasmani Ortlepp, 1932
- Dujardinascaris taylorae Sprent, 1977
- Dujardinascaris trispiculascaris Travassos, 1920
- Dujardinascaris vandenbrandeni Baylis, 1947
- Dujardinascaris waltoni Sprent, 1977
- Dujardinascaris westonae Sprent, McKeown & Cremin, 1998
- Dujardinascaris woodlandi Baylis, 1923

Synonym der Gattung ist Trispiculascaris.